# Hemmingen (Nedersaksen)
De stad Hemmingen ligt ten zuiden van Hannover en hoort tot de Region Hannover. Hemmingen telde op de peildatum van de meest recente statistiek 18.941 inwoners.

## Stadsdelen

Ligging der stadsdelen van Hemmingen
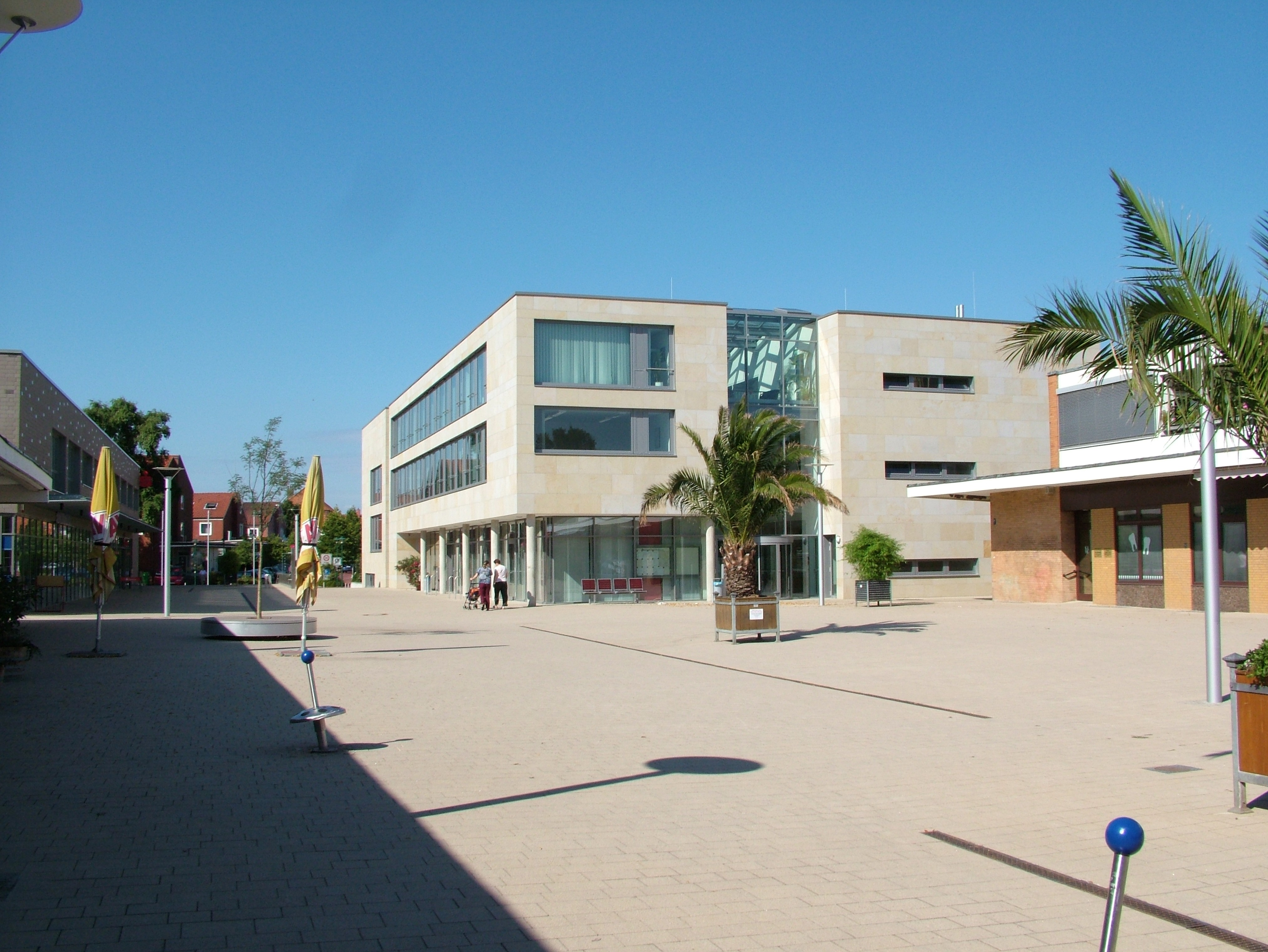
Gemeentehuis

De gemeente bestaat uit de volgende zeven stadsdelen:
- Arnum (oppervlakte: 4,62 km²; )
- Devese (3,27 km²)
- Harkenbleck (3,49 km²)
- Hemmingen-Westerfeld (5,32 km²)
- Hiddestorf (8,69 km²)
- Ohlendorf (3,56 km²)
- Wilkenburg (2,68 km²)

### Bevolkingscijfers (peildatum 31 juli 2011)
- Arnum  7.135
- Devese  1.507
- Harkenbleck  974
- Hemmingen-Westerfeld   6.677
- Hiddestorf   1.447
- Ohlendorf   220
- Wilkenburg   932

Gemeentetotaal: 18.892, exclusief tweede-woningbezitters.
De omliggende plaatsen behoren sinds de gemeentelijke herindeling van maart 1974 tot de gemeente Hemmingen.

### Wapensvan de stadsdelen van Hemmingen

Arnum
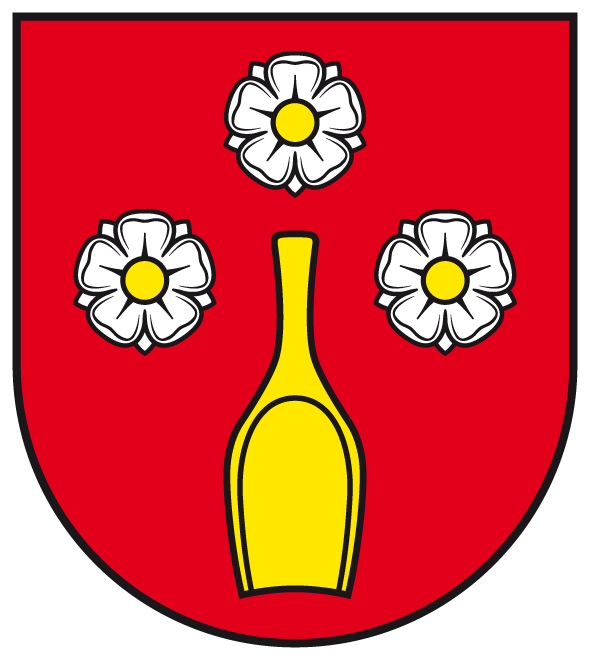
Devese
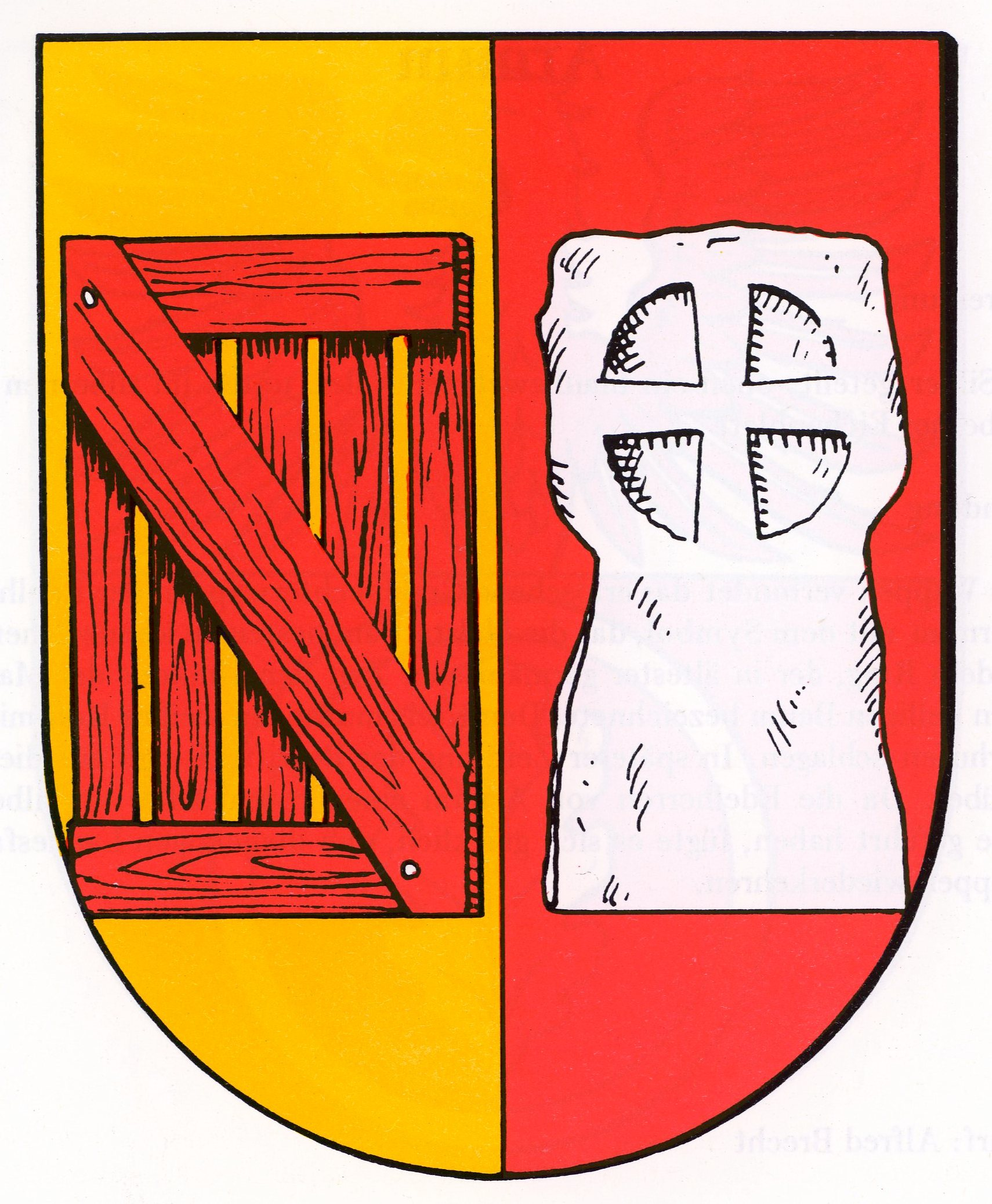
Harkenbleck
Hemmingen-Westerfeld
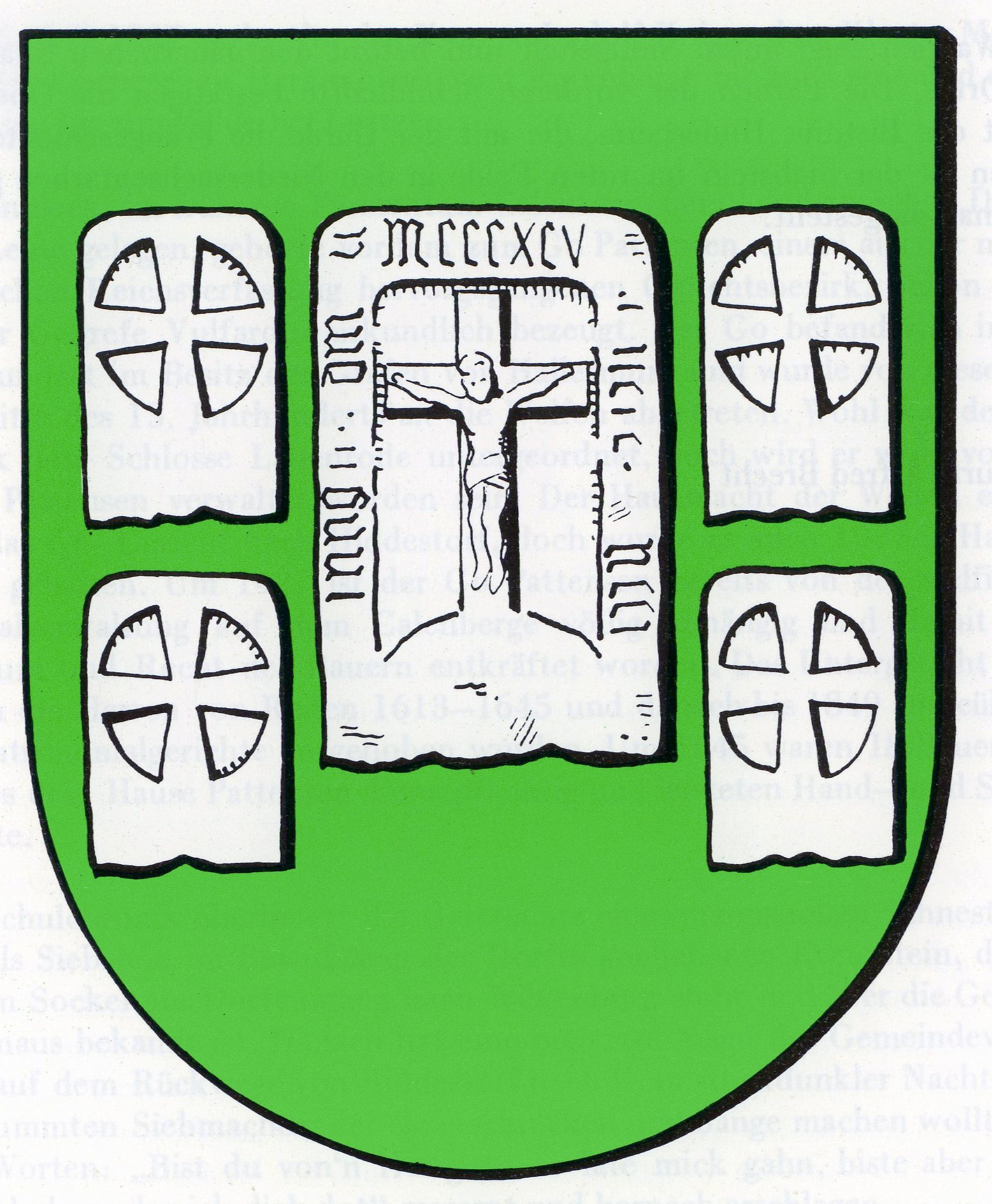
Hiddestorf
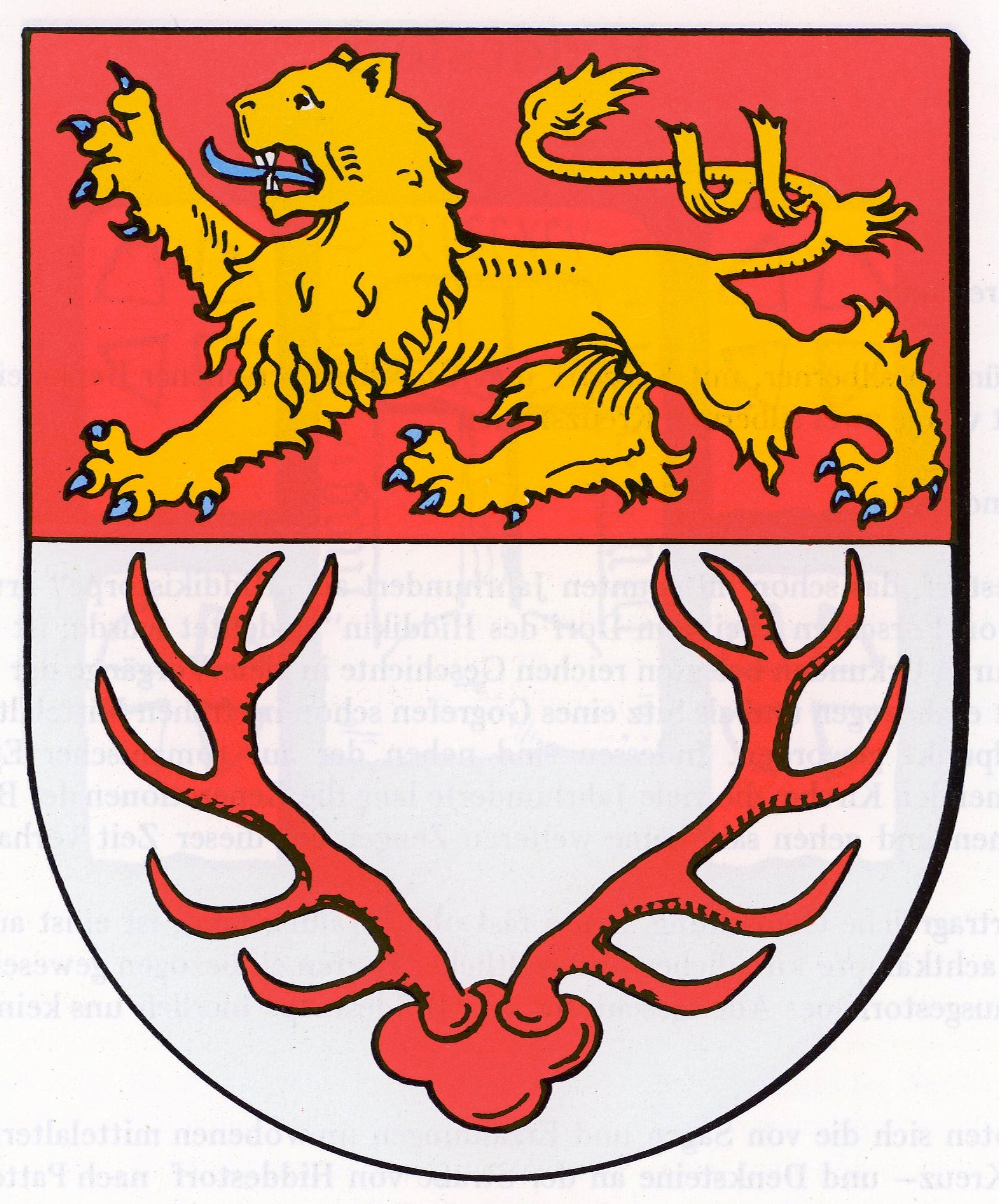
Ohlendorf
Wilkenburg

## Geografie en infrastructuur
Tussen Hemmingen en de stad Hannover stroomt de rivier de Leine.

### Buurgemeentes
- In het noorden: de stad Hannover
- In het oosten: Laatzen
- In het zuiden: Pattensen
- In het zuidwesten (zeer korte gemeentegrens): Springe
- In het westen: Ronnenberg.

### Infrastructuur
De Bundesstraße 3, de belangrijkste verkeersweg van Hemmingen, loopt in noord<>zuid-richting door de gemeente, in een rondweg om de bebouwde kom heen.
Lijn 13 van de Stadtbahn van Hannover rijdt sinds eind 2023 van Hannover Hauptbahnhof naar Hemmingen-Westerfeld. Het openbaar vervoer van, naar en in de gemeente is verder tot enkele Hannover stads- en schoolbuslijnen beperkt.
Hemmingen is de standplaats van een DAB- en VHF- radiozender van de NDR. Hiervoor staat er een bijna 150 meter hoge stalen antennemast.

## Economie
De gemeente ligt op vruchtbare lössgrond. De tot plm. 1970 zeer belangrijke akkerbouw is nadien sterk in belang afgenomen, mede door de bouw van nieuwe woonwijken in de gemeente. De meeste inwoners van Hemmingen zijn woonforensen, die een werkkring hebben in de stad Hannover of daar studeren. Hemmingen-Westerfeld, Arnum en Devese beschikken over kleine bedrijventerreinen, waar ondernemingen zijn gevestigd, die bijna alle tot het midden- en kleinbedrijf van lokaal belang kunnen worden gerekend.

## Geschiedenis

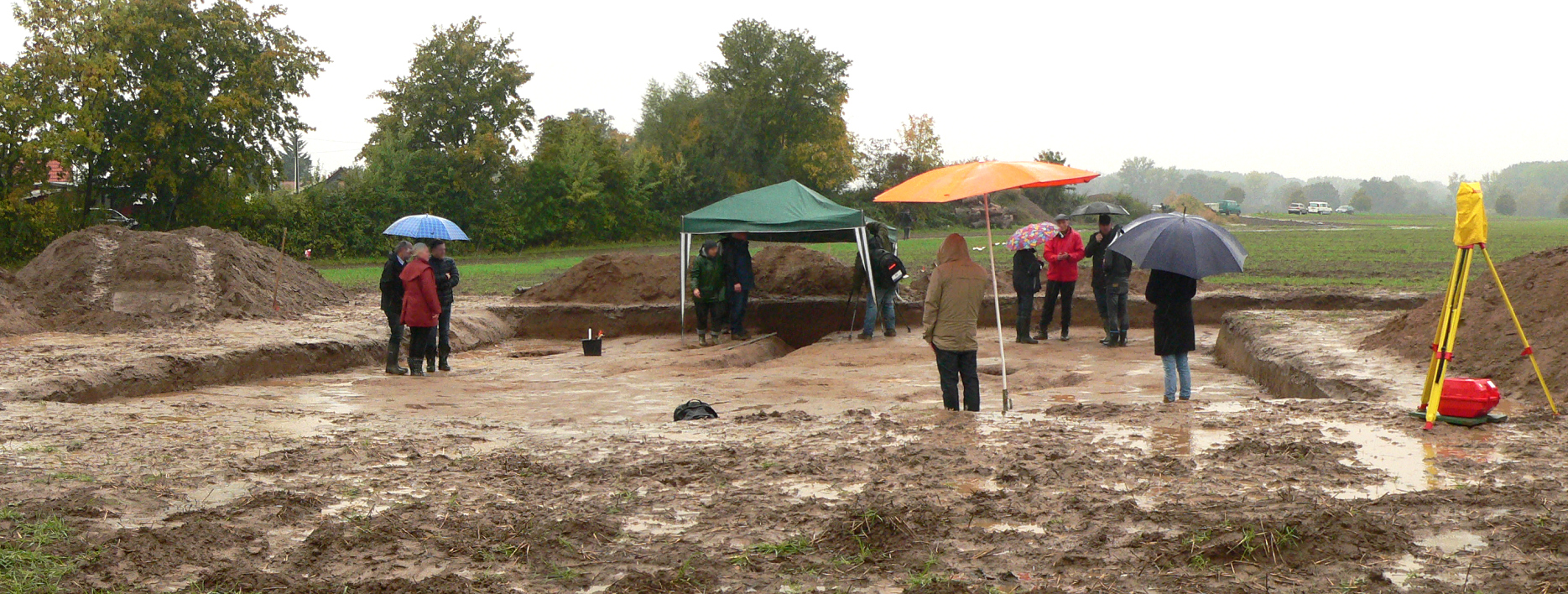
Romeins legerkamp Wilkenburg, opgravingen in 2015
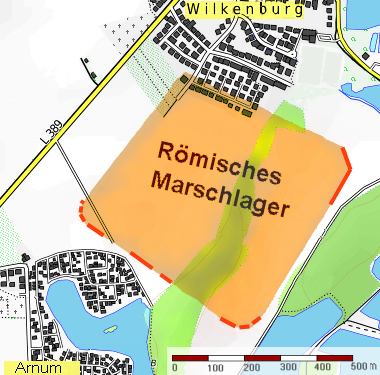
Romeins legerkamp Wilkenburg, locatie
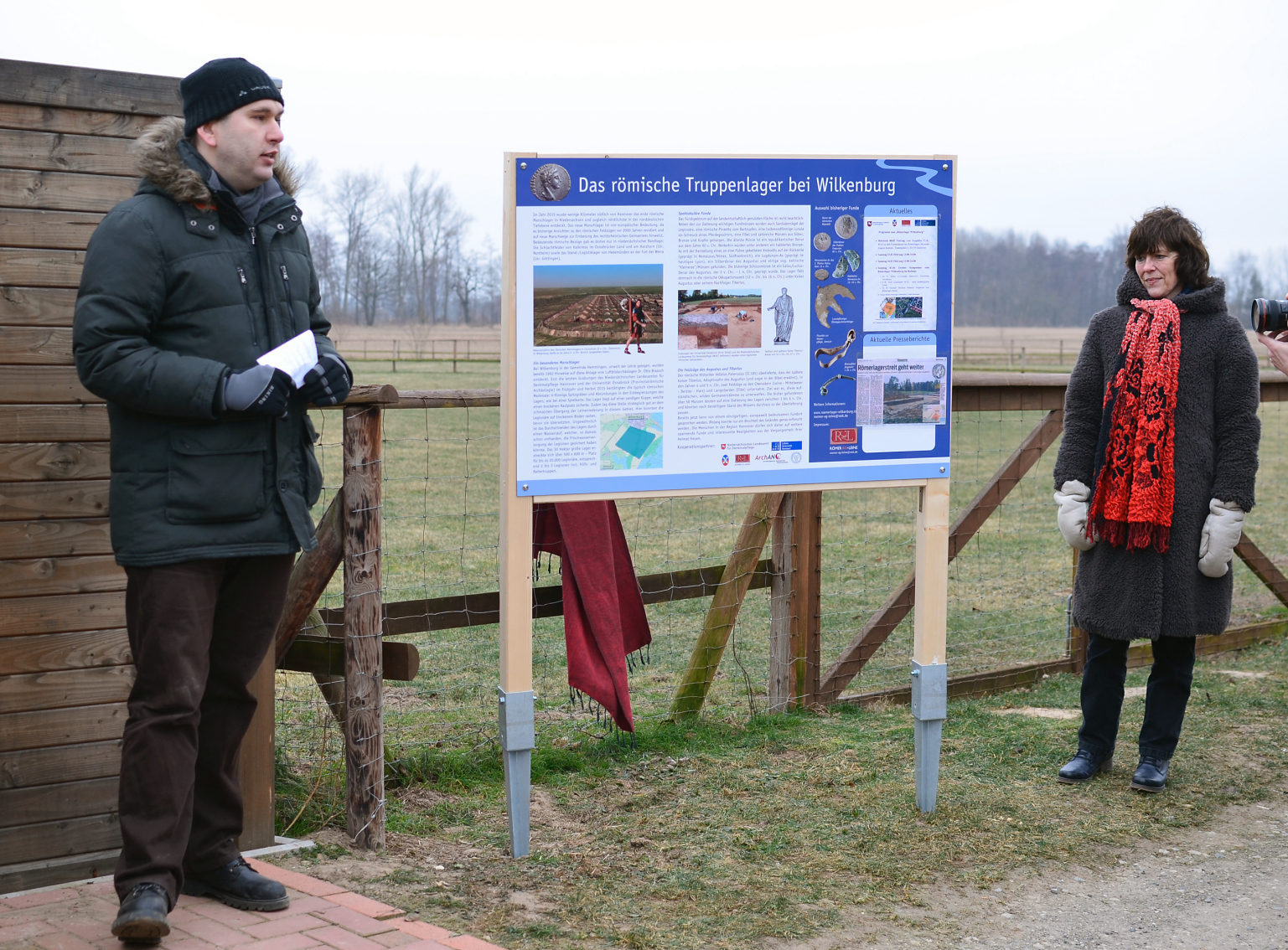
Ibidem, onthulling info-paneel in 2017

Bij Wilkenburg zijn in 2015 bij archeologisch onderzoek resten gevonden van een Romeins legerkamp, dat van rond het begin van de jaartelling dateert. De oppervlakte van het kamp was 30 hectare, en er konden naar schatting 20.000 man in ondergebracht worden. De gemeente Hemmingen maakte in 2021 bekend, ter plaatse de bouw van een Romeins museum na te streven.
De plaatsen, waar de gemeente Hemmingen uit bestaat, zijn alle in de middeleeuwen, meest in de 10e- 13e eeuw ontstaan. Van 1204 tot 1918 woonde hier een adellijk geslacht Von Alten in een landgoed (Rittergut) te Wilkenburg.
Sedert de reformatie in de 16e eeuw is de meerderheid van de christenen in de huidige gemeente evangelisch-luthers.
Historische gebeurtenissen van meer dan lokaal belang zijn verder, voor zover bekend, niet overgeleverd.
Op 1 maart 1999 verleende de deelstaat Nedersaksen aan de gemeente Hemmingen het recht, zichzelf stad te noemen.

## Bezienswaardigheden
Deze plattelands- en woonforensengemeente heeft als voornaamste bezienswaardigheden enige oude, evangelisch-lutherse, kapellen en dorpskerkjes. Voorts bezit de gemeente, vooral langs en nabij de Leine, een aantal kleine natuurgebieden, ten dele bestaande uit voor dagrecreatie toegankelijke meren en bossen, waar het goed wandelen is. Zie onderstaande afbeeldingen.

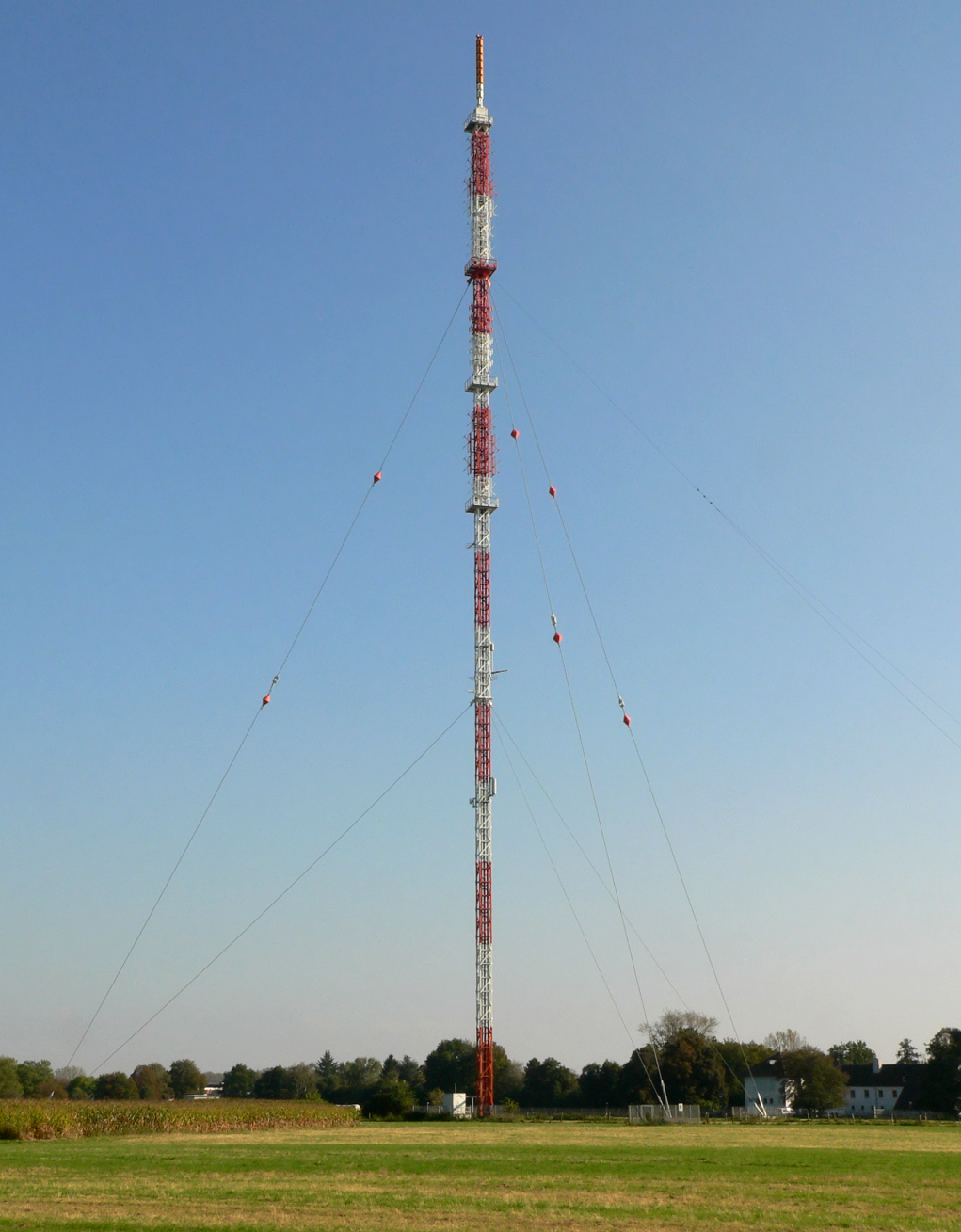
Radiozendmast Hemmingen Wiese
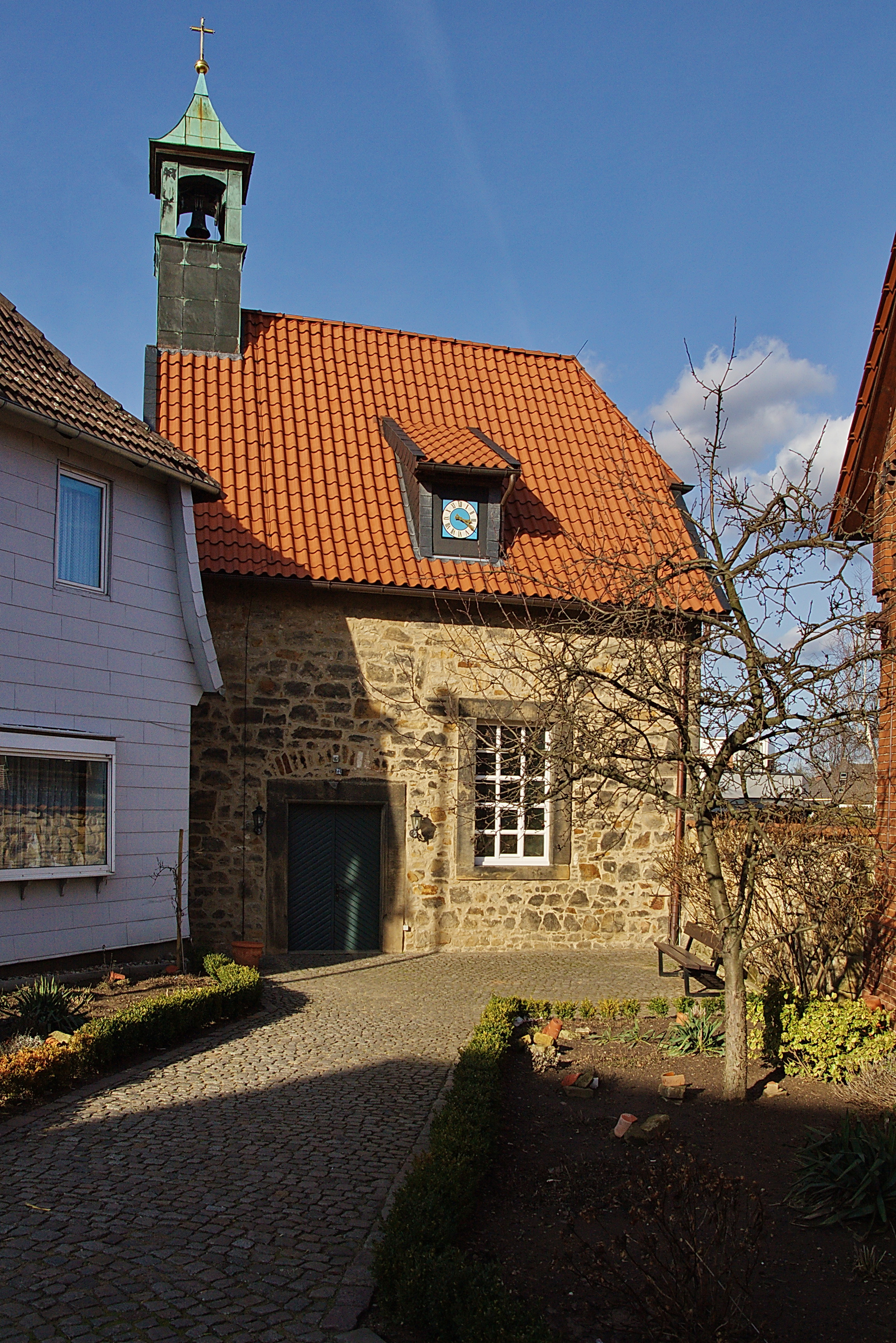
Kapelletje te Arnum (bouwjaar ca. 1400)
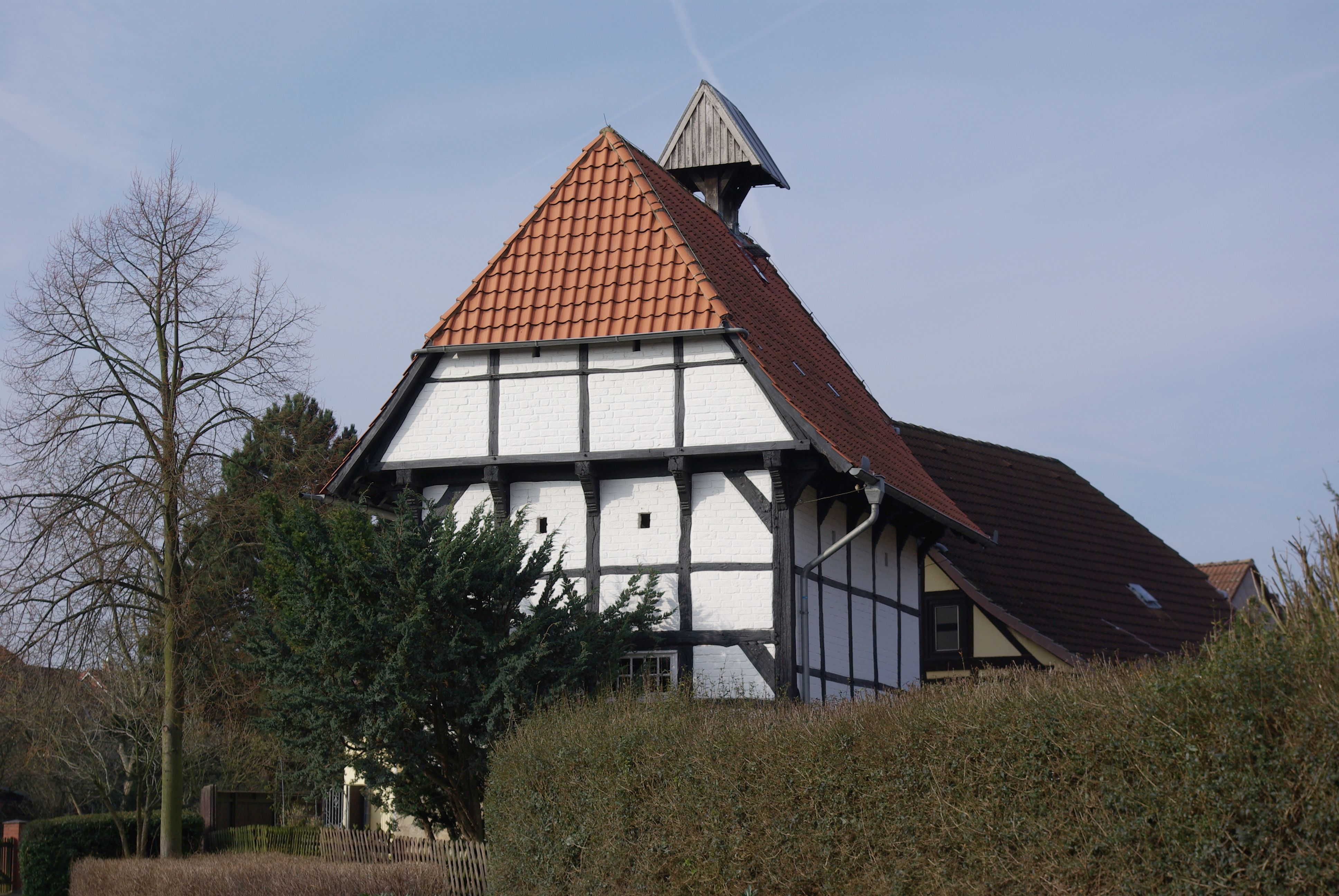
Kapel te Devese (17e eeuw; in de 20e eeuw diverse malen gerenoveerd)
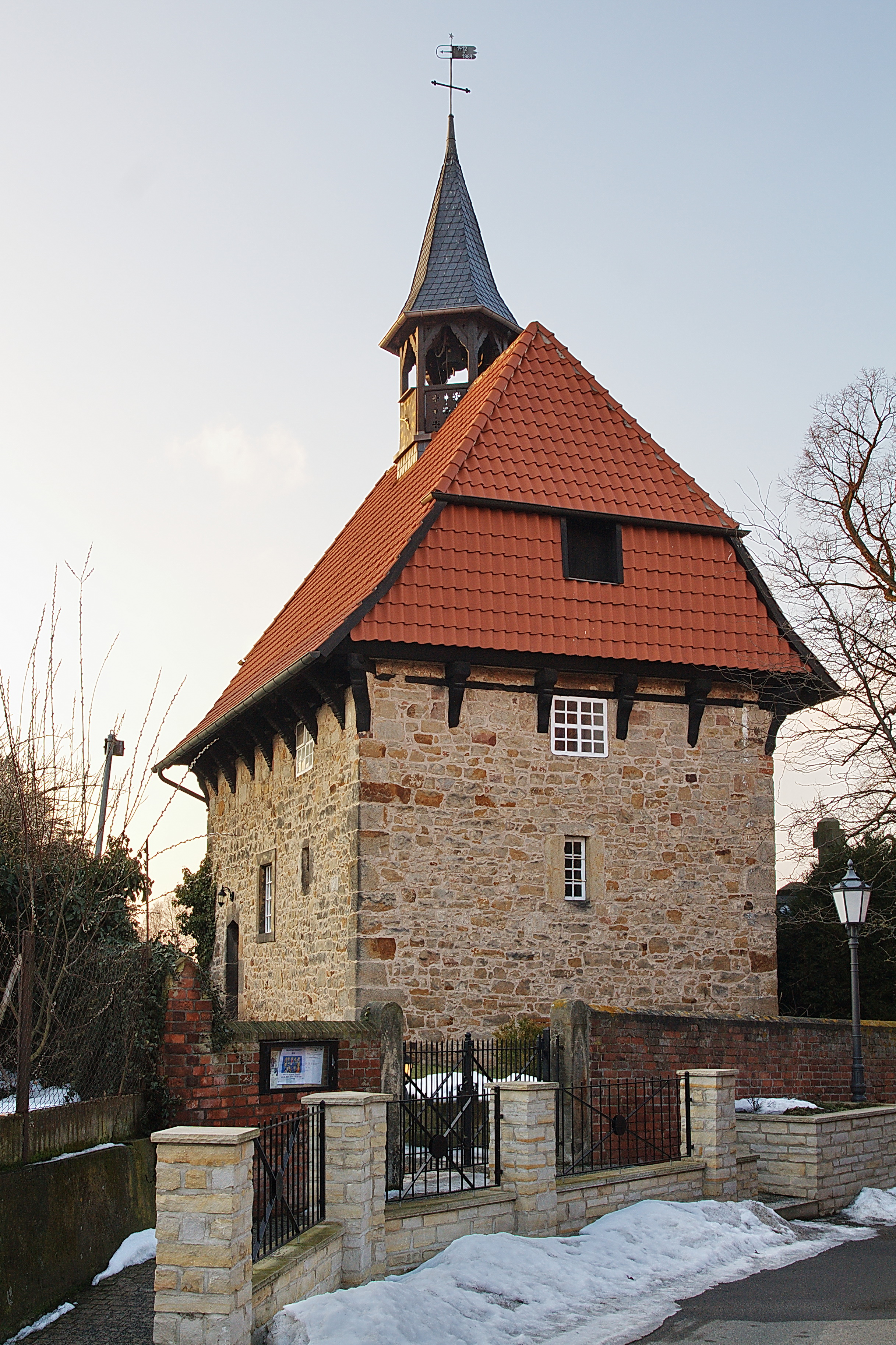
Kapel te Harkenbleck (1412; met interessant, 17e- en 18e-eeuws interieur)
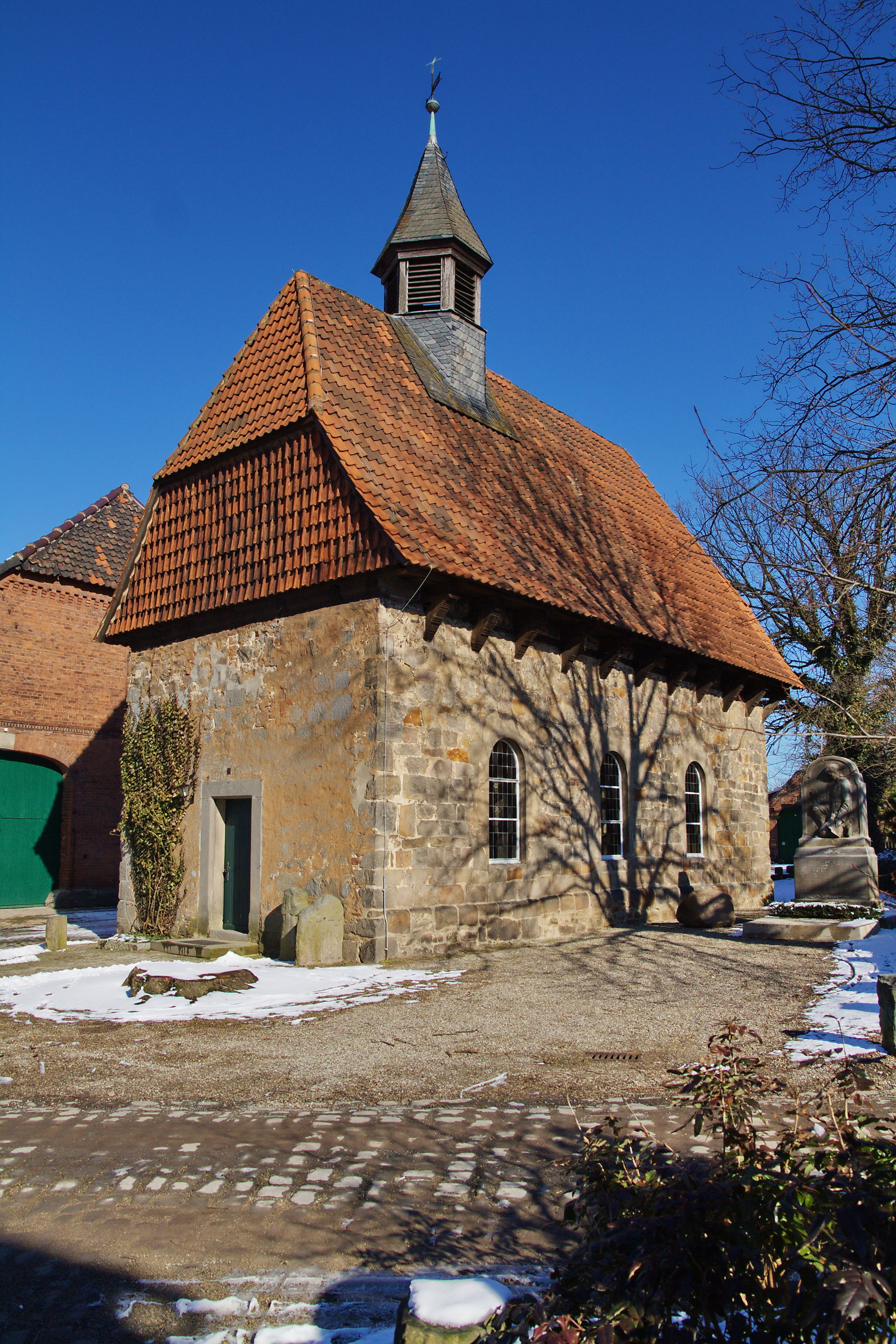
Kapel te Alt-Hemmingen (16e eeuw, met binnen een laatgotisch retabel)
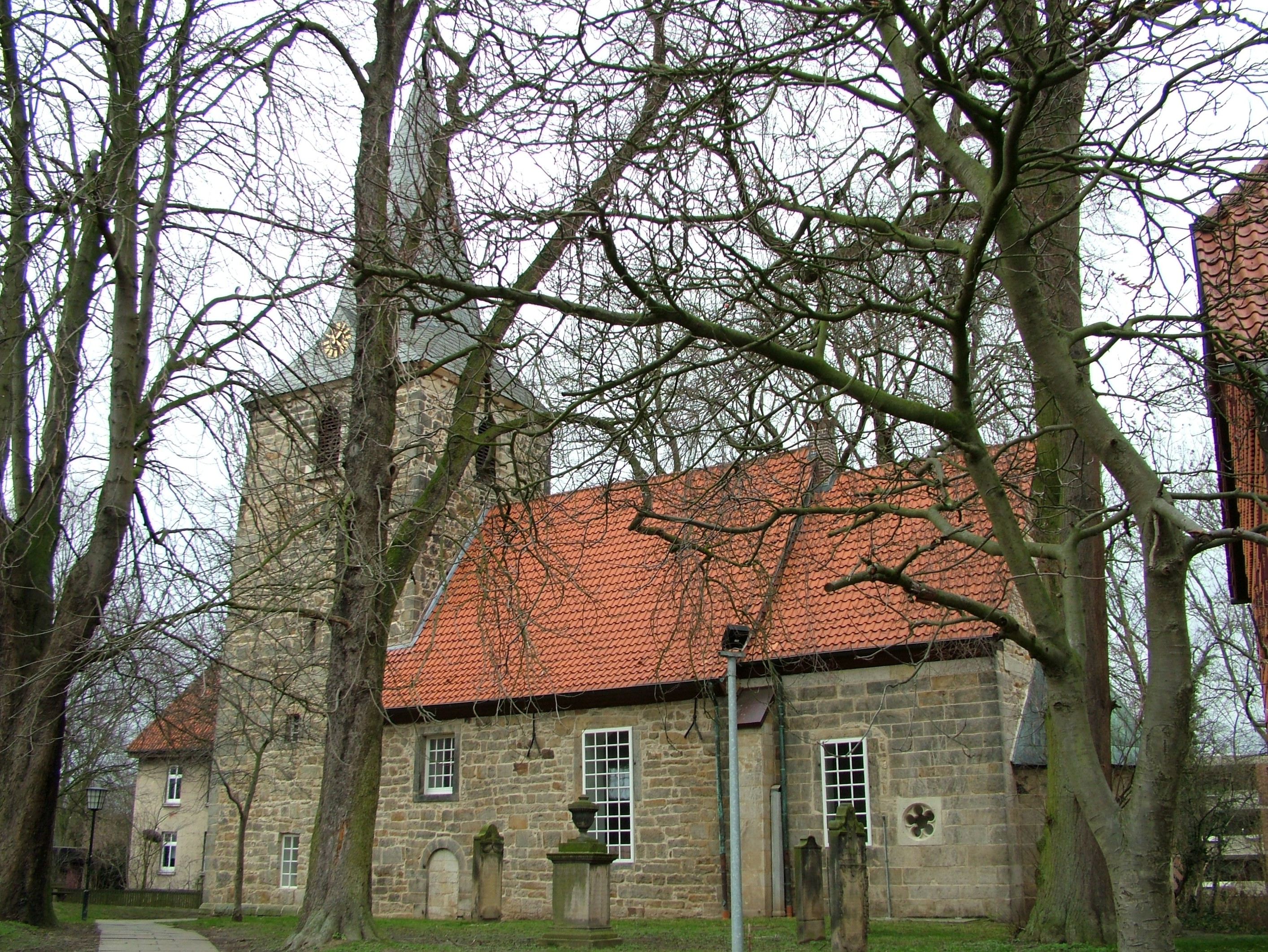
Hiddestorf, evang.-lutherse St. Nicolaaskerk (12e eeuw)
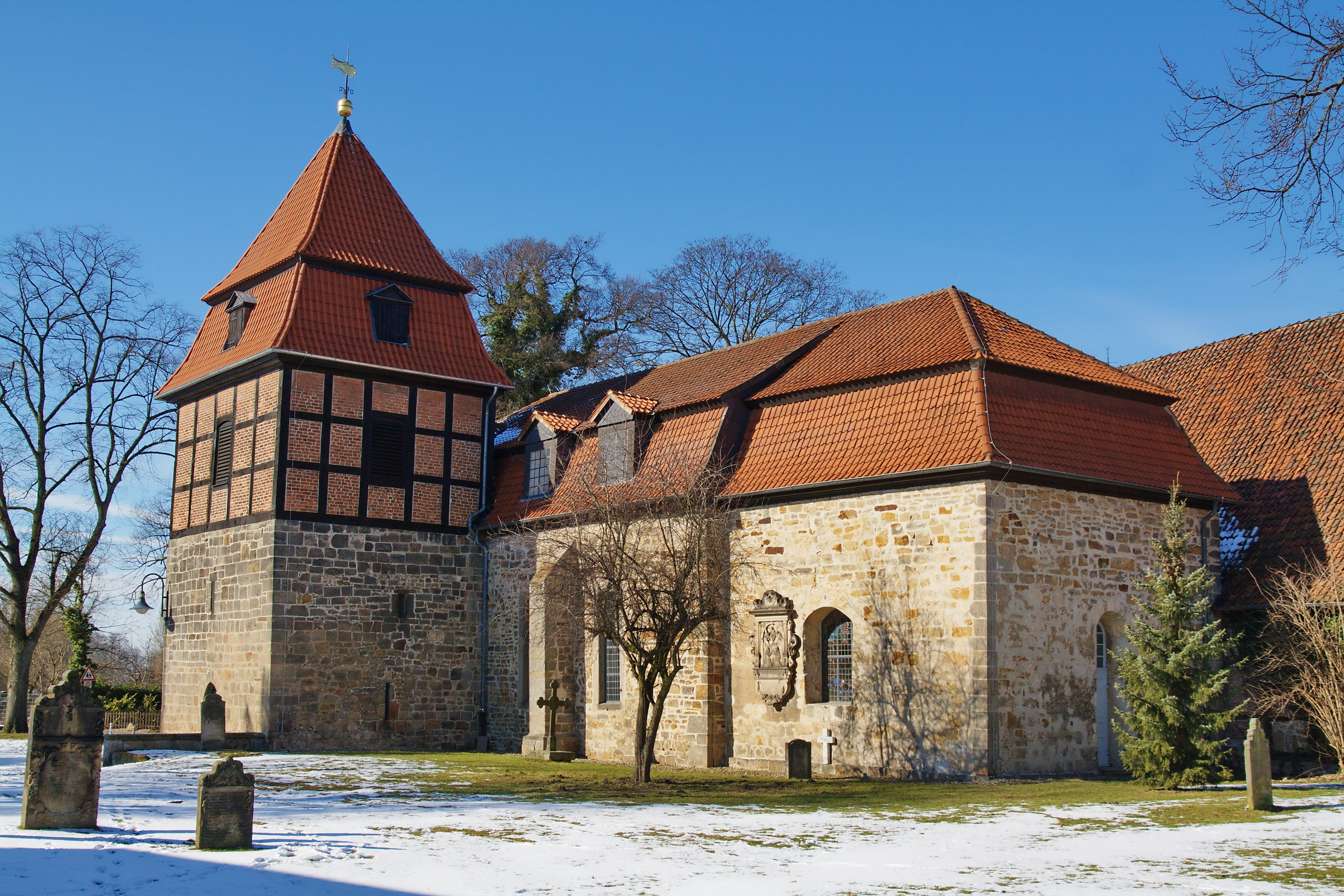
Wilkenburg, evang.-lutherse St. Vituskerk (12e eeuw)
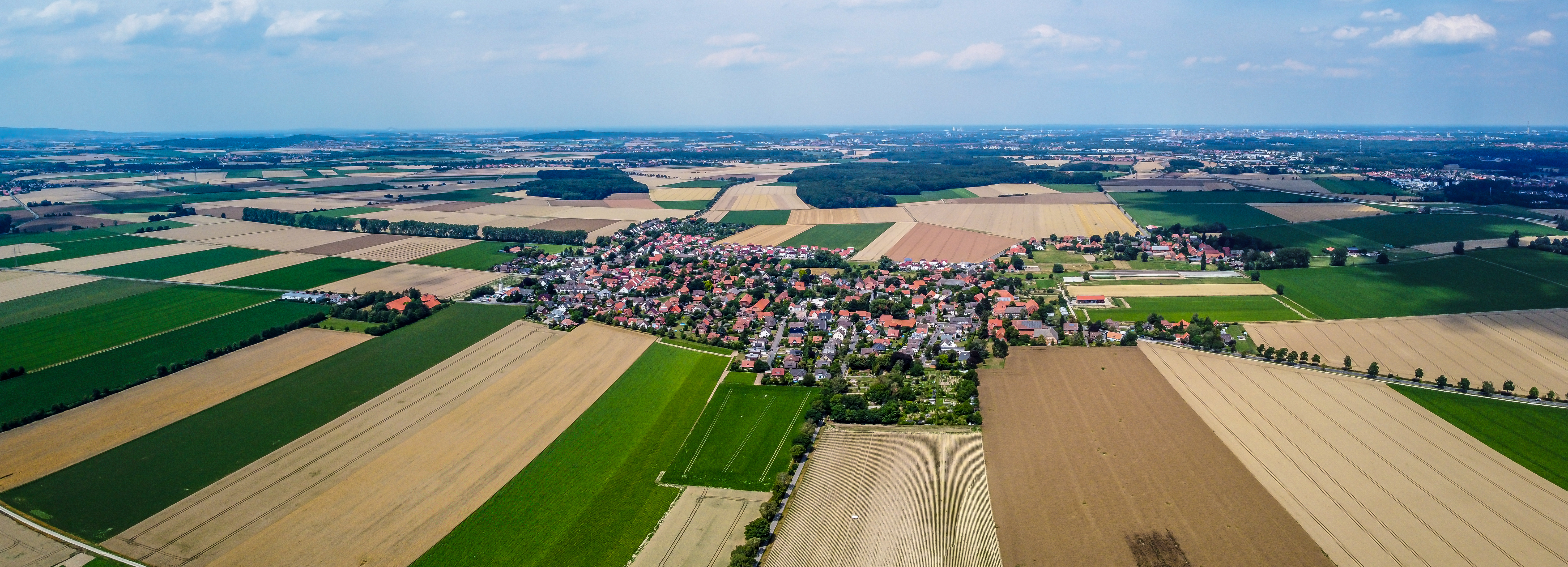
Gezicht op Hiddestorf
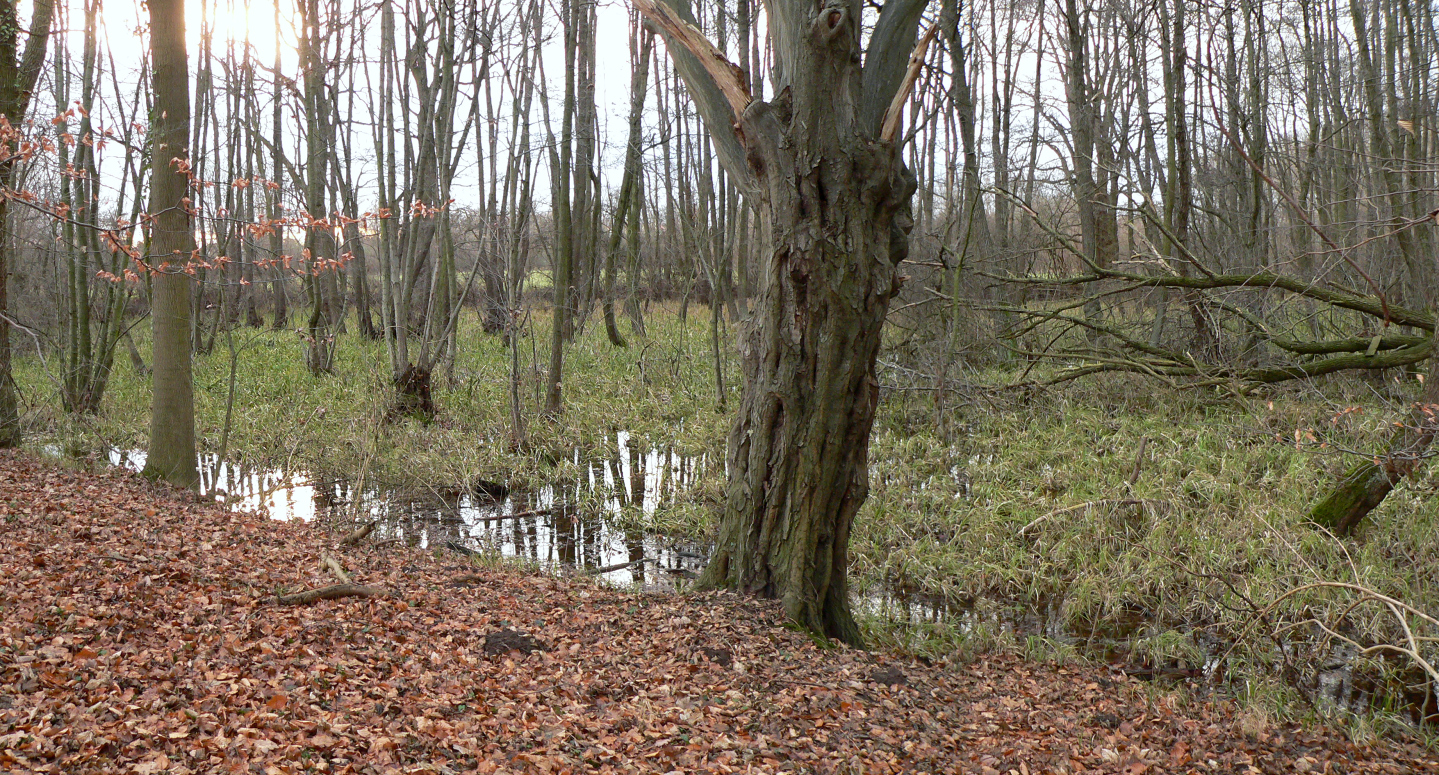
Natuurgebied Sundern, ooibos

## Partnergemeentes
Hemmingen onderhoudt jumelages met:
- Yvetot, Frankrijk
- South Lanarkshire in het Clydesdale District, Schotland
- Murowana Goślina, Polen
- Moulineaux, Frankrijk, specifiek uitgaande van stadsdeel Arnum.